# Éva (roman)
Pour les articles homonymes, voir Eva.
Éva (titre original : Eve) est un roman britannique de James Hadley Chase, publié en 1945 par Jarrolds Publishers. 
En France, le roman est traduit par J.-Robert Vidal pour le compte des éditions Gallimard et paraît dans la collection Série noire (no 6) en 1947.

## Résumé
Étant devenu une des coqueluches d'Hollywood, Clive Thurston, le nouveau romancier en vogue, ne craint pas de perdre son âme dans la ville des stars, car il est follement amoureux de Carol qui connaît les plus grands et qui lui donne toute l'énergie et l'aplomb dont il a besoin. Mais un jour, il croise la troublante Éva. Et tout dérape.

## Personnages
- Éva
- Clive Thurston
- Carol

## Adaptations cinématographiques
- 1962 : Eva, film franco-italien réalisé par Joseph Losey, avec Jeanne Moreau et Stanley Baker
- 2018 : Eva, film belgo-français réalisé par Benoît Jacquot, avec Isabelle Huppert et Gaspard Ulliel

## Annexe
- Différentes couvertures originales